# 이타가키 세이시로
이타가키 세이시로(일본어: 板垣 征四郎, 1885년 1월 21일~1948년 12월 23일)는 제2차 세계 대전 당시 일본 제국 육군의 장군이다. 만주국 군정부 최고 고문, 관동군 참모장, 육군 대신 등을 지냈으며, 이시와라 간지와 함께 만주사변의 주모자이기도 하다. 제2차 세계 대전이 끝난 후 열린 극동 국제 군사 재판에서 사형 판결을 받았으며, 현재는 야스쿠니 신사에 합사되어있다. 전 참의원 의원 이타가키 다다시(板垣正, 1924년~2018년)는 그의 차남이다.

## 인물과 경력
이타가키는 현재의 이와테현 모리오카시에서, 과거에 모리오카번의 난부씨(南部氏) 사무라이 계층이었던 가정의 자식으로 태어났다. 1904년 육군사관학교를 졸업했으며, 1904년에 1904년부터 1905년까지 진행된 러일 전쟁에 참전하였다.
1924년~1926년 중국 주재 일본 대사관에서 주재무관 (military attaché) 을 지냈으며, 일본으로 돌아온 후 중국 주둔 일본 제국 육군 제33보병 연대의 지휘관으로서 전투 지휘관을 맡기 이전에 1926년~1927년 일본 제국 참모본부의 참모로 있었다. 그의 여단은 1927년~1928년 일본 제국 제10사단에 부속되어 있었다. 이타가키는 1928년~1929년 관동주 지도 하에 있는 일본제국 육군 제33보병 연대의 지휘를 맡으면서 관동군의 고급 참모가 되었다.
이타가키는 1931년 관동군 정보계의 우두머리가 되었으며, 그는 만주사변 계획을 세워 일본이 만주를 점령하는 것을 도왔다. 그 후 1932년~1934년 만주국의 군사 고문을 지냈다.
이타가키는 1934년 관동군의 부참모장이 되었으며, 1936년 관동군의 참모장이 되었다.
1937년~1938년 이타가키는 중일 전쟁 초기에 중국 주둔 일본제국 육군 제5사단의 지휘관을 맡았으며, 그의 사단은 베이핑-톈진 전투(중국에선 "平津作战"이라고 함.), 차하르 작전, 타이위안 전투 (중국에선 "太原會戰"이라고 함.)에서 중요한 역할을 하였다. 

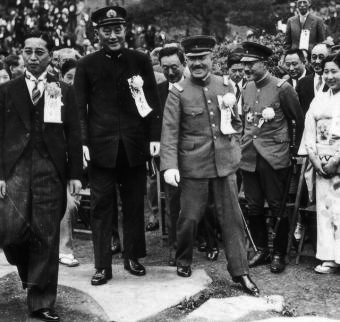
새로 육군 대신에 임명될 당시의 이타가키 (중앙) 와 그의 차관 도조 히데키 (우측) 그리고 해군 대신 요나이 미쓰마사 (좌측, 검은색 옷)

이타가키는 1938년 일본으로 소환되어 1938년~1939년 잠시 육군대신을 지냈으며, 중국으로 다시 돌아가 1939년~1941년 지나파견군(支那派遣軍)의 참모장을 지냈다. 하지만, 1939년 여름 일본군이 노몬한에서 소비에트의 붉은 군대에게 패한 것은 그의 경력에 중대한 타격을 주었고, 그는 한국 주둔 조선군의 사령관으로 새로 발령되었다.
하지만, 일본의 전황 악화는 계속되었고, 1945년 이타가키는 조선군 사령관에서 일본 제17방면군 사령관으로 직위가 높여졌다. 그는 1945년 4월 싱가포르, 말라야 주둔 일본 제7방면군에 재배치 되었고, 같은 해 9월 12일 그가 이끄는 일본군은 싱가포르에서 영국의 동남아시아 사령관 루이 마운트배튼에게 항복하였다.
전쟁 후, 이타가키는 연합군 최고사령부 (SCAP) 당국에 구속되자 마자 전쟁 범죄로 기소되었고, 재판 1, 27, 29, 31, 32, 35, 36, 54 조항에 따라 1948년 유죄 선고를 받았다. 이타가키는 1948년 12월 23일, 도쿄의 스가모 형무소에서 교수형에 처해졌다.

## 가족 관계
- 조부: 이타가키 마사즈미(板垣政純)
- 아버지: 이타가키 마사노리(板垣政徳)
- 형: 이타가키 마사카즈(板垣政一)
- 본인: 이타가키 세이시로
- 아들: 이타가키 다다시(板垣正, 1924년~2018년) 전 자민당 소속 참의원 의원